# 日本キャニオン

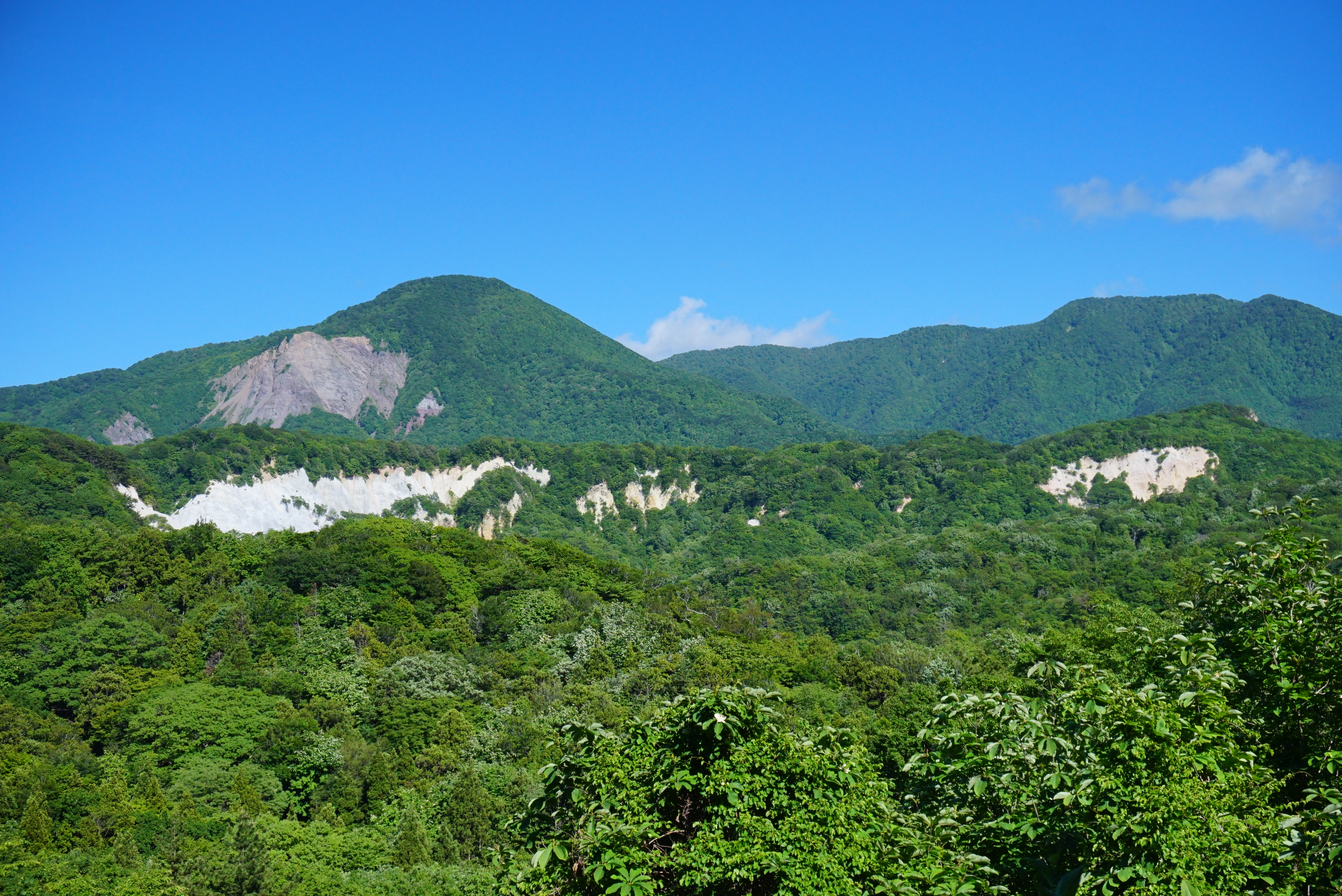
日本キャニオン

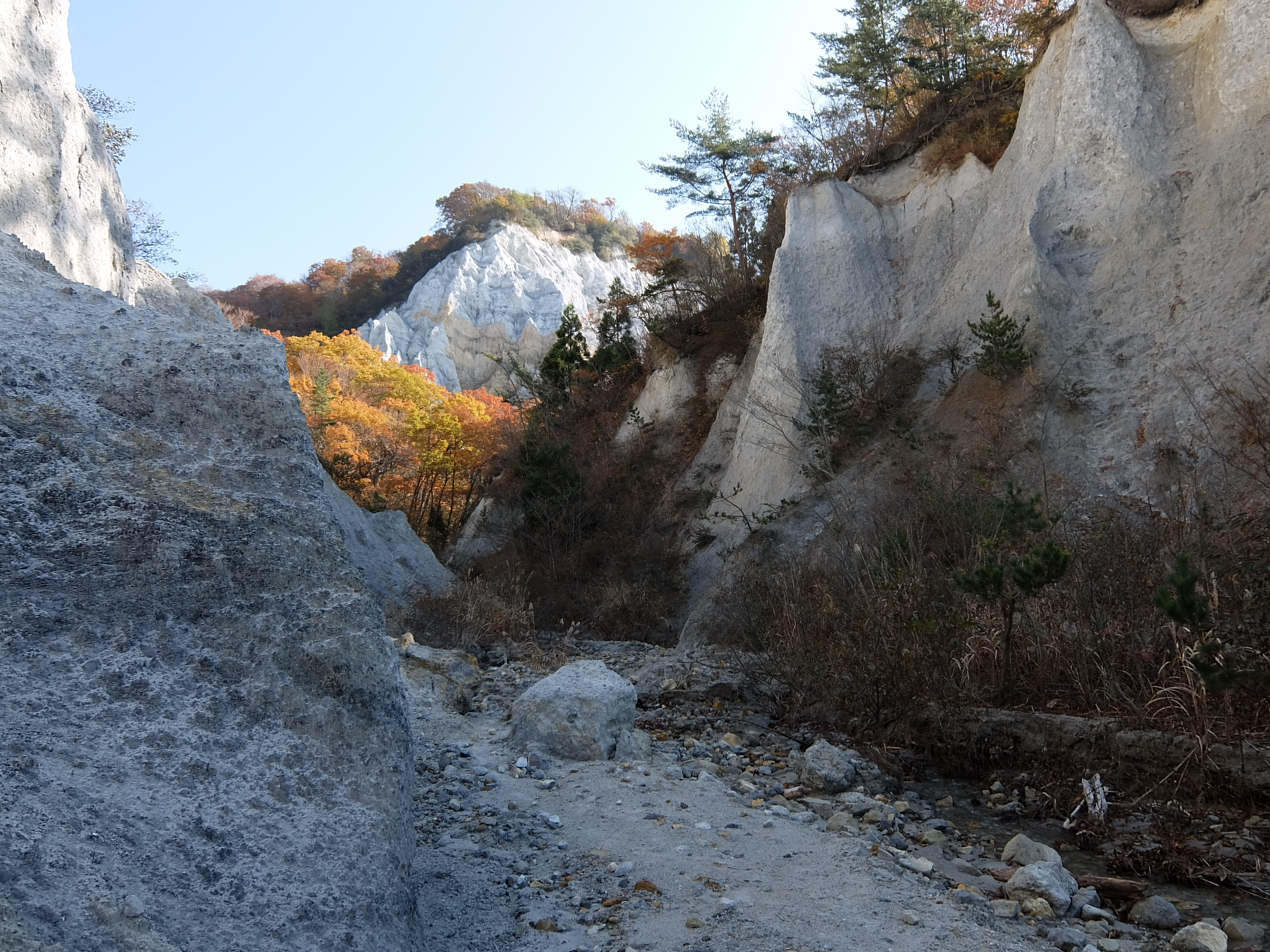
日本キャニオン・谷底

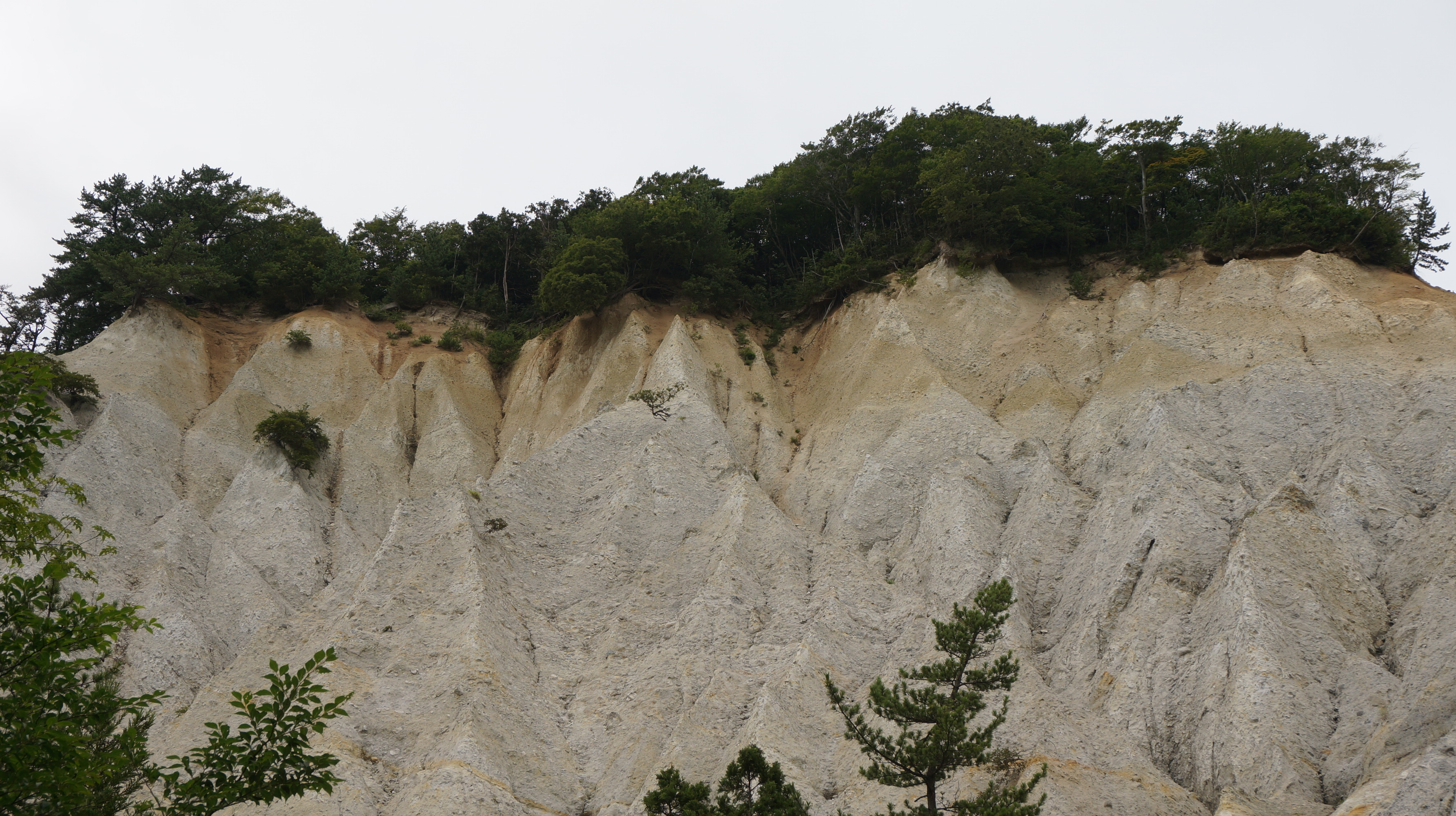
谷底から崖を見上げる

日本キャニオン（にほんキャニオン、にっぽんキャニオン）は、青森県西津軽郡深浦町にある景勝地である。
浸食崩壊によって凝灰岩の白い岩肌がむき出しになったU字谷大断崖で、アメリカ合衆国のグランド・キャニオンにヒントを得て命名された。
世界遺産白神山地の日本海側にあり、津軽国定公園域に位置するが「白神山地世界遺産地域」には入っていない。

## 概要
1953年（昭和28年）10月22日、十二湖が県立自然公園に指定された際に訪れた国立公園審議委員の探検家・岸衛が、アメリカ合衆国コロラド高原グランドキャニオンと対比し「なーんだ、ベビーキャニオンじゃないか」と言ったことから、当時の岩崎村役場で「日本キャニオン」と命名したのが由来である。
昔は地元の人から「日暮山」と呼ばれていた。大町桂月も日暮山の眺望と詠んでいる。今も濁川に「日暮橋」があることからもうなずける。「日暮らし」とは眺望が優れた場所を意味する。白神山地には「ひぐらしの滝」、十二湖には「日暮しの池」や「日暮橋」があり、眺望の美しさに日が暮れるのを忘れたという言い伝えから命名された。
日本キャニオンの成因については、十二湖の成因も含めて氷河の名残ではないかとする説もある 。これは、昭和7年に荒川謙治が発表したもので、当時学会でも話題になった。
遠方からでもはっきり認識できる白い山肌は、沖合いを航行する船舶からの目標にもなっている。

## 周辺情報
- JR東日本五能線十二湖駅（青森県道280号十二湖公園線経由）
- 十二湖（青池等）